# Courgent
Courgent ist eine Gemeinde im französischen Département Yvelines in der Region Île-de-France. Sie gehört zum Kanton Bonnières-sur-Seine (bis 2015 Kanton Houdan) im Arrondissement Mantes-la-Jolie. Sie grenzt im Norden an Boinvilliers, im Osten an Septeuil, im Süden an Mulcent und im Westen an Montchauvet. Die Vaucouleurs durchquert die Gemeindegemarkung. Die Bewohner nennen sich Courgentais oder Courgentaises.

## Bevölkerungsentwicklung
| Jahr      | 1962 | 1968 | 1975 | 1982 | 1990 | 1999 | 2008 | 2013 |
| --------- | ---- | ---- | ---- | ---- | ---- | ---- | ---- | ---- |
| Einwohner | 124  | 127  | 175  | 246  | 366  | 403  | 383  | 394  |

## Sehenswürdigkeiten

Kirche Sainte-Clotilde

- Kirche Sainte-Clotilde